# ATP Challenger Alphen aan den Rijn
Das ATP Challenger Alphen aan den Rijn (offizieller Name: Tean International) war ein von 2007 bis 2017 jährlich stattfindendes Tennisturnier in Alphen aan den Rijn, Niederlande. Es war Teil der ATP Challenger Tour und wurde im Freien auf Sand ausgetragen.

## Liste der Sieger

### Einzel
| Jahr | Sieger                | Finalgegner             | Ergebnis        |
| ---- | --------------------- | ----------------------- | --------------- |
| 2017 | Jürgen Zopp           | Tommy Robredo           | 6:3, 6;2        |
| 2016 | Jan-Lennard Struff    | Robin Haase             | 6:4, 6:1        |
| 2015 | Damir Džumhur         | Igor Sijsling           | 6:1, 2:6, 6:1   |
| 2014 | Jesse Huta Galung (4) | Daniel Muñoz de la Nava | 6:3, 6:4        |
| 2013 | Daniel Gimeno Traver  | Thomas Schoorel         | 6:2, 6:4        |
| 2012 | Thiemo de Bakker      | Simon Greul             | 6:4, 6:2        |
| 2011 | Igor Sijsling         | Jan-Lennard Struff      | 7:62, 6:3       |
| 2010 | Jesse Huta Galung (3) | Thomas Schoorel         | 6:74, 6:4, 6:4  |
| 2009 | Stéphane Robert       | Michael Russell         | 7:62, 5:7, 7:65 |
| 2008 | Simon Greul           | Iván Navarro            | 6:4, 6:3        |
| 2007 | Jesse Huta Galung (2) | Augustin Gensse         | 6:4, 6:79, 7:64 |

### Doppel
| Jahr | Sieger                                    | Finalgegner                             | Ergebnis          |
| ---- | ----------------------------------------- | --------------------------------------- | ----------------- |
| 2017 | Botic van de Zandschulp Boy Westerhof (3) | Aleksandar Lasow Wolodymyr Uschylowskyj | 7:66, 7:5         |
| 2016 | Daniel Masur Jan-Lennard Struff (2)       | Robin Haase Boy Westerhof               | 6:4, 6:1          |
| 2015 | Tobias Kamke Jan-Lennard Struff (1)       | Victor Hănescu Adrian Ungur             | 7:61, 3:6, [10:7] |
| 2014 | Antal van der Duim (3) Boy Westerhof (2)  | Rubén Ramírez Hidalgo Matteo Viola      | 6:3, 6:1          |
| 2013 | Antal van der Duim (2) Boy Westerhof (1)  | Simon Greul Wesley Koolhof              | 4:6, 6:3, [12:10] |
| 2012 | Rameez Junaid Simon Stadler               | Simon Greul Bastian Knittel             | 4:6, 6:1, [10:5]  |
| 2011 | Thiemo de Bakker Antal van der Duim (1)   | Matwé Middelkoop Igor Sijsling          | 6:4, 6:74, [10:6] |
| 2010 | Farrux Doʻstov Bertram Steinberger        | Roy Bruggeling Bas van der Valk         | 6:4, 6:1          |
| 2009 | Jonathan Marray Jamie Murray              | Serhij Bubka Serhij Stachowskyj         | 6:1, 6:4          |
| 2008 | Rameez Junaid Philipp Marx                | Bart Beks Matwé Middelkoop              | 6:3, 6:2          |
| 2007 | Leonardo Azzaro Lovro Zovko               | Jérémy Chardy Predrag Rusevski          | 6:3, 6:3          |